# Ловозерски тундри
Ловозѐрските Ту̀ндри (на руски: Ловозерские Тундры) е ниска планина в крайната северна част на Източноевропейската равнина, в западната част на Колския полуостров, разположена в централната част на Мурманска област, Русия, между езерата Умбозеро на запад и Ловозеро на изток. Максимална височина връх Сенгисчор 1116 m (67°49′47″ с. ш. 34°31′20″ и. д. / 67.829722° с. ш. 34.522222° и. д.), в западната ѝ част. Изградена е от нефелинови сиенити. Върховете са плоски, обезлесени, каменисти, а склоновете са стръмни, в долната се част покрити с гори от смърч и бор.

## Топографска карта
- Лист от карта Q-36-V,VI Ревда. Мащаб: 1 : 200 000. Указать дату выпуска/состояния местности.